# Joe Moore
Pour les articles homonymes, voir Moore.
Joe Moore (né Joseph Moore) est un acteur américain né le 22 novembre 1894 dans le comté de Meath (Irlande) et décédé d'une crise cardiaque le 22 août 1926 à Santa Monica (Californie).
Il est le frère de Mary Moore et l'époux de Grace Cunard.

## Filmographie
- 1912 : Clownland
- 1923 : Sweet and Pretty
- 1924 : The Flower Girl
- 1924 : Wages of Virtue
- 1925 : Hay Fever Time
- 1925 : Goat Getter
- 1926 : Be Careful, Dearie!
- 1926 : The Golden Web